# Dudziarz (góra)
Dudziarz (niem. Galgenberg, 652 m n.p.m.) – szczyt w Południowym Grzbiecie Gór Kaczawskich, między Straconką a Przełęczą Radomierską. 

## Charakterystyka
Zbudowany z zieleńców, diabazów i łupków zieleńcowych z żyłami porfirów. W większości porośnięty jest lasem świerkowym, miejscami bukowym. Z polan na grzbiecie widoki na Karkonosze i Kotlinę Jeleniogórską oraz Grzbiet Wschodni Gór Kaczawskich. Przechodzi przez niego szlak turystyczny z przełęczy Widok na Przełęcz Radomierską.